# Бушаж (Шарант)
Бушаж (фр. Bouchage) насеље је и општина у западној Француској у региону Поату-Шарант, у департману Шарант која припада префектури Конфолан.
По подацима из 2011. године у општини је живело 163 становника, а густина насељености је износила 9,92 становника/km². Општина се простире на површини од 16,43 km². Налази се на средњој надморској висини од 191 метар (максималној 193 m, а минималној 133 m).

## Демографија
| 1962. | 1968. | 1975. | 1982. | 1990. | 1999. | 2011. |
| ----- | ----- | ----- | ----- | ----- | ----- | ----- |
| 253   | 290   | 246   | 232   | 197   | 190   | 163   |

График промене броја становника у току последњих година